# Clifton (Texas)
Clifton város az USA Texas államában. Lakosainak száma 3465 fő (2020. április 1.).

## Népesség
A település népességének változása:

| 2010 | 3 442 |
| 2020 | 3 465 |